# Чжан Цзинь
Чжан Цзинь (кит. 章瑾, род. 25 ноября 2000) — китайская гимнастка, бронзовый призёр чемпионата мира 2018 года (в командном первенстве). Неоднократный призёр чемпионатов своей страны. Участница Олимпийских игр 2020 в Токио.

## Спортивная карьера
Родилась в Шанхае. Там же в детсадовском возрасте начала заниматься спортивной гимнастикой.

### 2018
На Азиатских играх 2018 года в Джакарте (Индонезия) в составе сборной своей страны завоевала золото в командном многоборье. Кроме того, завоевала личную бронзу на бревне.

### 2021
В июле 2021 года решением тренерского штаба включена первым номером в состав национальной команды, отправляющейся на Олимпийские игры в Токио (Япония).